# 玫瑰鮈鱥
玫瑰鮈鱥（学名：Hybopsis rubrifrons）为輻鰭魚綱鯉形目雅羅魚科鮈鱥屬的其中一種，分布於北美洲美國南卡羅來納州和喬治亞州的薩盧達河、薩凡納河和阿爾塔馬哈河流域，本魚體細長，吻尖，春季的繁殖季節，身體的前三分之一變得更紅，體長可達8.4公分，棲息在沙石底質溪流底層流域，屬肉食性，以水生昆蟲為食，生活習性不明，可作為觀賞魚
。